# جارلزبيرغ (جبن)
جارلزبيرغ (بالإنكليزية:Jarlsberg) (/ˈjɑːrlzbɜːrɡ/)، هو صنف من اصناف الجبن مصنوع من حليب البقر، يحمل علامة تجارية بنفس الاسم وتعود أصول إنتاجه للنرويج، ويتميز منتج جبن الجارلزبيرغ بلونه الأصفر واحتواءه على ثقوب متوسطة الحجم. ويتم تسويق المنتج بهيئته التي تتخذ شكلاً دولابياً دائري وبقطر 33سم تقريباً. ويتم إنتاج هذا الجبن في بيئة تخضع لحراسة وقيود حفاظاً على سر إنتاجه الذي أبقت عليه الشركة منذ بداية إنتاجها له.

## روابط خارجية
- Jarlsberg.com U.S. site of brand owner.